# Legend of Grimrock 2
Legend of Grimrock 2 è un videogioco di ruolo sviluppato e pubblicato dalla software house finlandese indie Almost Human, sequel dell'apprezzato Legend of Grimrock. Si tratta di un videogioco di ruolo ispirato al classico Dungeon Master. È stato pubblicato il 15 ottobre 2014 per Windows e il 18 marzo 2015 per Mac OS.

## Trama
Il gioco è, come detto, ambientato su un'isola, nota come "Isola di Nex".
Dopo una spaventosa tempesta, una grande nave, che trasportava quattro prigionieri (i protagonisti), fa naufragio, e i detenuti si salvano solo grazie alla gabbia in cui erano rinchiusi, che si arena sulla spiaggia dell'isola di Nex. Soli in mezzo a un paesaggio ostile, devono farsi largo nell'isola e rivelarne i segreti.
Presto infatti scoprono che non sono soli: un misterioso individuo, che si definisce il "padrone" dell'isola - in realtà un potente mago - ha disseminato la zona di trabocchetti e trappole mortali. Addentrandosi nell'isola, i protagonisti scoprono pian piano la verità dietro il "padrone": si tratta di un umano che come loro tempo prima naufragò sull'isola e impazzì a causa della solitudine, divertendosi a torturare tutti quanti capitavano nella zona.
Alla fine, il party riesce a raggiungere il gigantesco castello che si erge in mezzo all'isola, dimora del mago, e a sconfiggerlo, e i protagonisti prendono a loro volta possesso del posto.

## Modalità di gioco
Il gameplay di Legend of Grimrock 2 è sostanzialmente quello del primo capitolo, anche se sono state aggiunte importanti novità.
Il giocatore controlla un party composto da uno a un massimo di quattro personaggi. Il party si muove su un mondo di gioco suddiviso a caselle, così come i nemici che si possono incontrare nel corso della partita. Il giocatore può scegliere se utilizzare un party predefinito dagli sviluppatori o crearne uno partendo da zero, scegliendo, per ogni personaggio:
- Razza: nel gioco sono disponibili cinque razze diverse, dai resistenti minotauri, versati nel combattimento corpo a corpo, ai furtivi uomini-lucertola, agili e silenziosi, dai potenti insettoidi, abili nelle arti magiche, ai minuti ratling (sorta di ratti antropomorfi), immuni a molte malattie e in grado di attaccare senza essere visti, fino agli umani, versati in tutti i campi, senza però eccellere in nessuna disciplina.
- Tratti: sono caratteristiche passive che danno bonus ai personaggi. Alcune sono disponibili solo per determinate razze. Ogni personaggio al momento della creazione può possedere fino a due tratti, ma nel corso del gioco vi sono oggetti che permettono di guadagnarne di nuovi.
- Abilità: rappresentano la bravura di un personaggio in un determinato campo (abilità con le armi, con la magia ecc...). Ogni abilità ha cinque livelli: più si investe in un ramo, più esso diventa potente. A ogni aumento di livello i personaggi guadagnano un punto abilità da spendere nel ramo che il giocatore preferisce.

L'obiettivo del giocatore è sopravvivere alle insidie dell'isola in cui è ambientato il gioco, principalmente enigmi ambientali e mostri avversari. Il combattimento contro questi ultimi avviene in tempo reale: il giocatore è chiamato a cliccare sulle icone che rappresentano i propri personaggi per permettere loro di attaccare le creature ostili, con armi (che si possono trovare sparse in giro per l'isola) o magie. Risolvendo enigmi invece si può procedere nell'esplorazione dell'isola o guadagnare potenti artefatti o oggetti da utilizzare in battaglia.
Un altro "nemico" del giocatore è la fame: i personaggi, combattendo e muovendosi, infatti, si indeboliscono, e devono costantemente cercare nutrimento, uccidendo animali o trovando cibi nei numerosi ripostigli sparsi per l'isola.